# Tent Mountain
Tent Mountain är ett berg i Kanada.   Det ligger i provinsen Alberta, i den södra delen av landet, 2 900 km väster om huvudstaden Ottawa. Toppen på Tent Mountain är 2 210 meter över havet, eller 488 meter över den omgivande terrängen. Bredden vid basen är 4,7 km.
Terrängen runt Tent Mountain är kuperad västerut, men österut är den bergig.Runt Tent Mountain är det glesbefolkat, med 18 invånare per kvadratkilometer..
I omgivningarna runt Tent Mountain växer i huvudsak barrskog.